# Decápole (Alsácia)
Décapole (Dekapolis ou em alemão:  Zehnstädtebund) foi uma aliança formada em 1354 por dez cidades imperiais do Sacro Império Romano na região da Alsácia para manter seus direitos. Foi dissolvida em 1679.
Em 1354, o imperador Carlos IV de Luxemburgo ratificou o tratado unindo as cidades de Haguenau, Colmar, Wissembourg, Turckheim, Obernai, Kaysersberg, Rosheim, Munster, Sélestat e Mulhouse. Haguenau tornou-se sua capital, enquanto a cidade imperial de Estrasburgo, embora sede das dietas da liga, permaneceu fora da aliança. A cidade de Seltz ingressou na liga em 1357, mas teve que deixá-la após sua mediatização ao eleitorado do Palatinado em 1414.
A afiliação foi interrompida inicialmente após a morte de Carlos em 1378, mas foi restabelecida no ano seguinte. As dez cidades se juntaram ao Círculo do Alto Reno em 1500. Em 1515, Mulhouse saiu da aliança para se associar à Antiga Confederação Helvética. Foi substituído em 1521 pela cidade de Landau no norte da Alsácia.
A aliança foi fortemente abalada pela Guerra dos Trinta Anos que devastou a região, permitindo que Luís XIV da França conquistasse as cidades de acordo com a Paz de Vestfália de 1648. A assinatura dos Tratados de Nimega em 1679 finalmente pôs fim à Décapole, quando a Alsácia foi anexada pela França. Mulhouse permaneceu uma cidade independente e enclave da Confederação Suíça até que em 1798 foi anexada à Primeira República Francesa. Landau junto com o Palatinado foi dado à Baviera após o Congresso de Viena de 1815.